# 1. deild karla 1976
Mùa giải 1976 của 1. deild karla là mùa giải thứ 22 của bóng đá hạng hai ở Iceland.

## Bảng xếp hạng
| Vị thứ | Đội       | Số trận | Thắng | Hòa | Thua | Bàn thắng | Bàn thua | Hiệu số | Điểm | Ghi chú                                                  |
| ------ | --------- | ------- | ----- | --- | ---- | --------- | -------- | ------- | ---- | -------------------------------------------------------- |
| 1      | ÍBV       | 16      | 13    | 2   | 1    | 63        | 13       | +50     | 28   | Thăng hạng Úrvalsdeild 1977                              |
| 2      | Þór A.    | 16      | 11    | 4   | 1    | 47        | 15       | +32     | 26   | Thăng hạng sau playoff                                   |
| 3      | Ármann    | 16      | 7     | 4   | 5    | 27        | 20       | +7      | 18   |                                                          |
| 4      | Völsungur | 16      | 7     | 4   | 5    | 25        | 24       | +1      | 18   |                                                          |
| 5      | KA        | 16      | 5     | 4   | 7    | 27        | 33       | -6      | 14   |                                                          |
| 6      | Haukar    | 16      | 5     | 3   | 8    | 26        | 32       | -6      | 13   |                                                          |
| 7      | ÍBÍ       | 16      | 3     | 5   | 8    | 18        | 32       | -14     | 11   |                                                          |
| 8      | Selfoss   | 16      | 4     | 3   | 9    | 26        | 50       | -24     | 11   |                                                          |
| 9      | Reynir Á. | 16      | 2     | 1   | 13   | 14        | 48       | -34     | 5    | Tránh xuống hạng sau playoff với đội bóng 1976 2. deild. |

### Playoff cho một suất ở Úrvalsdeild
Đội đứng thứ hai 1. deild gặp đội cuối bảng của Úrvalsdeild 1976 giành một suất đá ở Úrvalsdeild 1977, vì số đội ở Úrvalsdeild và 1. deild tăng lên từ 9 thành 10. Þór A. thắng playoff.
| Đội 1  | Tỉ số | Đội 2      |
| ------ | ----- | ---------- |
| Þór A. | 2–0   | Þróttur R. |

### Vòng Playoff cho hai suất ở 1. deild
Đội đứng cuối 1. deild gặp đội đứng thứ 2 và thứ ba của 2. deild 1976 trong vòng playoff giành hai suất ở 1. deild. Đội bóng đứng đầu 2. deild (Reynir S.) đã thăng hạng trước đó.
| Vị thứ | Đội         | Số trận | Điểm | Ghi chú          |
| ------ | ----------- | ------- | ---- | ---------------- |
| 1      | Þróttur N.  | 2       | 4    | Thăng hạng       |
| 2      | Reynir Á.   | 2       | 2    | Tránh xuống hạng |
| 3      | Afturelding | 2       | 0    |                  |